# Episodi di Oz (seconda stagione)
La seconda stagione della  serie televisiva Oz, composta da otto episodi, è stata trasmessa sul canale statunitense HBO dall'11 luglio al 31 agosto 1998.
In Italia, la stagione è andata in onda in prima visione su TELE+ Bianco dal 17 aprile al 5 giugno 2000. È stata trasmessa in chiaro dal 1º marzo al 12 aprile 2006 su Italia 1.
| nº | Titolo originale   | Titolo italiano           | Prima TV USA   | Prima TV Italia |
| -- | ------------------ | ------------------------- | -------------- | --------------- |
| 1  | The Tip            | E così sia                | 11 luglio 1998 | 17 aprile 2000  |
| 2  | Ancient Tribes     | Antiche tribù             | 20 luglio 1998 | 23 aprile 2000  |
| 3  | Great Men          | I grandi del millennio    | 27 luglio 1998 | 1º maggio 2000  |
| 4  | Losing Your Appeal | Fidati di me              | 3 agosto 1998  | 8 maggio 2000   |
| 5  | Family Bizness     | Affari di famiglia        | 10 agosto 1998 | 15 maggio 2000  |
| 6  | Strange Bedfellows | Compagni di letto         | 17 agosto 1998 | 22 maggio 2000  |
| 7  | Animal Farm        | Nella vecchia fattoria... | 24 agosto 1998 | 29 maggio 2000  |
| 8  | Escape From Oz     | Fuga da Oz                | 31 agosto 1998 | 5 giugno 2000   |

## E così sia
- Titolo originale: The Tip
- Diretto da: Nick Gomez
- Scritto da: Tom Fontana

### Trama
A seguito della rivolta che ha portato all'uccisione di 6 detenuti e 2 guardie e causato vari feriti, tra i quali Tim McManus, tutti i detenuti del Paradiso vengono trasferiti momentaneamente nel braccio della "Gen. Pop.", ovvero quello dei detenuti senza privilegi, mentre i capi delle fazioni (Said, O'Reily, Adebisi e Alvarez) direttamente in isolamento. Devlin istituisce una commissione che indaghi sulle cause e sui responsabili che l'hanno causata. Devlin assume Alvah Case, professore di una facoltà di legge, a capo della commissione. Case sospetta sin da subito che Scott Ross, una delle vittime, sia stato ucciso deliberatamente da qualcuno che voleva metterlo a tacere e ha approfittato dei disordini per farlo. Tramite vari indizi e confessioni riesce via via a ricostruire la vicenda: Scott Ross si impossessò della pistola di Kareem Said e fece fuoco su Tim McManus, ferendolo al petto non mortalmente. A quel punto Diane Whittlesey uccise Ross, sparandogli 3 colpi con la pistola di un collega. In questo modo si poté liberare dell'ingombrante presenza dell'uomo, che l'aveva coinvolta in un traffico clandestino di sigarette, con il ricatto di poterla denunciare, e il conseguente pericolo di poter perdere il posto. Nonostante si sappia ormai la verità, il direttore Leo Glynn convince Case a non esporla, per non rovinare una donna in difficili situazioni economiche e familiari. Il caso viene pubblicamente archiviato e i responsabili della rivolta restano ignoti. I capi delle varie bande possono uscire dall'isolamento.

## Antiche tribù
- Titolo originale: Ancient Tribes
- Diretto da: Uli Edel

Tim McManus con Augustus Hill

- Scritto da: Tom Fontana (soggetto); Tom Fontana e Sean Jablonski (sceneggiatura)

### Trama
10 mesi dopo le rivolte, Emerald City riapre e McManus ha in serbo alcune nuove regole per una convivenza dei detenuti migliore. La più importante è quella riguardante l'istruzione per i non diplomati, ora obbligatoria. Peter Schibetta, figlio di Nino e nuovo capo dei Siciliani, vuole scoprire chi ha ucciso suo padre; O'Reily decide di proteggere se stesso dando la colpa ad Adebisi. Schibetta sa di avere un credito nei confronti del direttore Glynn, per una favore extracarcerario che gli ha reso, facendo leva su questo convince il direttore a farsi assegnare il lavoro in cucina, quello che una volta era di Nino. Schillinger vuole a tutti i costi Beecher morto: avendo visto Diane sparare a Ross le commissiona l'omicidio in cambio di soldi e del suo silenzio, ma la donna stavolta non cede ai ricatti e registra di nascosto le sue parole, facendolo accusare di cospirazione d'omicidio e annullando di fatto la scarcerazione, che avrebbe ottenuto di li a 3 mesi. La figlia di Glynn viene violentata da una gang di origine latinoamericana e il direttore sfoga la propria rabbia punendo Alvarez (colpevole di aver fatto una battuta durante un suo discorso), per poi ravvedersi. O'Reily apprende, con rifiuto, di avere il cancro al seno.

## I grandi del millennio
- Titolo originale: Great Men
- Diretto da: Bob Balaban
- Scritto da: Tom Fontana (soggetto); Tom Fontana e Sean Jablonski (sceneggiatura)

### Trama
Alvarez sa chi ha stuprato la figlia del direttore, ma rifiuta di collaborare. Un nuovo detenuto, Agamemnon Busmalis, decide di scavare di notte nella sua cella, per evadere. Kenny Wangler impara a leggere, ma Adebisi lo costringe a non prendere più parte alle lezioni. William Giles, l'uomo che nel 1958 assistette all'omicidio del marito di Sorella Peter Marie, comincia ad invocare la suora ripetutamente. Said, che ha cominciato a leggere i codici di legge, prende a cuore il caso di Augustus Hill, giudicato colpevole da un giudice corrotto. Ryan O'Reily viene visitato da suo fratello Cyril, affetto da turbe psichiche, prima di essere portato in ospedale per essere sottoposto a un intervento di nodulectomia per rimuovere il carcinoma. Schillinger decide che è arrivato il momento per gli Ariani di farsi rispettare di nuovo, come prima azione fa uccidere Alexander Vogel, un pluriomicida, appendendolo a testa in giù e incidendogli la parola "ebreo" sul torace. Shirley Bellinger, che ha ucciso la figlia di 4 anni, è la prima donna dopo più di un secolo e mezzo, ad essere condannata a morte nello Stato.

## Fidati di me
- Titolo originale: Losing Your Appeal
- Diretto da: Keith Samples
- Scritto da: Tom Fontana (soggetto); Tom Fontana e Bradford Winters (sceneggiatura)

### Trama
Gli Ariani tornano a colpire duramente, stavolta costringendo uno dei detenuti, Richard Hanlon, a prendersi la colpa dell'omicidio di Vogel. Intanto il giudice respinge l'istanza per l'annullamento del processo di Hill. McManus decide di far pubblicare le poesie di Arnold "Poeta" Jackson, rendendolo quasi una celebrità in televisione. O'Reily comincia a seguire la chemioterapia post operazione e sente di provare dei sentimenti per la Dottoressa Nathan. Schibetta prova a chiedere ad Alvarez se può uccidere Adebisi per lui. Adebisi invece vuole stringere un patto con lui, in entrambi i casi Alvarez rifiuta. Beecher ha un nuovo compagno di cella, un certo Chris Keller, che vuole la sua amicizia. Beecher accetta, non sapendo che l'uomo agisce sotto traccia per Schillinger.

## Affari di famiglia
- Titolo originale: Family Bizness
- Diretto da: Kathy Bates
- Scritto da: Tom Fontana (soggetto); Tom Fontana e Bradford Winters (sceneggiatura)

### Trama
Dopo la cerimonia dei diplomandi il corso di studi obbligatorio viene sospeso per decisione del governatore Devlin, che la ritiene una spesa superflua. Poeta viene rilasciato con la condizionale. McManus scopre la verità sull'omicidio di Ross ed ha un duro confronto con Diane. Glynn incontra suo fratello Mark, che tempo addietro ha commesso un omicidio col beneplacito degli Schibetta, e lo convince a consegnarsi per non essere più in debito con Schibetta. Busmalis e Rebadow continuano a scavare il buco in cella. Beecher riceve da McManus la terribile notizia del suicidio di sua moglie. Sorella Peter Marie capisce che le parole apparentemente senza nesso di Giles portano a un indizio che ha a che fare con l'omicidio di suo marito. O'Reily vuol dare una prova d'amore alla dottoressa Nathan, convince così il fratello Cyril a uccidere il marito della donna.

## Compagni di letto
- Titolo originale: Strange Bedfellows
- Diretto da: Alan Taylor
- Scritto da: Tom Fontana

### Trama
Said, in qualità di difensore di Schillinger, interroga Whittlesey e McManus. I due, in accordo, mentono sull'omicidio di Ross. A questo punto Said, non potendo dimostrare concretamente l'innocenza di Schillinger, abbandona la sua difesa. Vernon rischia quasi certamente 10 anni di carcere in più per cospirazione finalizzata all'omicidio di Beecher. Shirley Bellinger riceve lettere d'amore dalla cucina: a inviargliele è Adebisi. Schibetta, ancora in infermeria per avvelenamento, prova a riconquistare la fiducia della famiglia tentando di uccidere Adebisi, ma viene brutalmente picchiato e violentato dallo stesso, e perde definitivamente la leadership del clan. Anche Alvarez perde il ruolo di capo in favore del nuovo arrivato, Raoul "El Cid" Hernandez, che lo considera troppo bianco per essere un vero latino, allontanandolo. Un altro detenuto appena arrivato, Jiggy Walker, afferma di essere lo spacciatore di crack di fiducia del governatore Devlin, ma a un confronto diretto col politico, le accuse si rivelano essere infondate. Sorella Peter Marie scopre la verità su Giles: ha ucciso l'assassino di suo marito. Cyril O'Reily viene arrestato e condannato all'ergastolo per l'omicidio del marito della Nathan. Beecher confessa il suo amore per Keller, in seguito affogherà i dispiaceri della sua situazione nell'alcol, che lo stesso Keller aveva portato in cella.

## Nella vecchia fattoria...
- Titolo originale: Animal Farm
- Diretto da: Mary Harron
- Scritto da: Tom Fontana (soggetto); Tom Fontana e Debbie Sarjeant (sceneggiatura)

### Trama
Beecher continua a bere per non soffrire. Cyril viene violentato dagli ariani e Ryan minaccia Schillinger nel tentativo di allontanarlo. McManus vuole la confessione di Ryan come mandante dell'omicidio del marito della Nathan in cambio dello spostamento di Cyril dal braccio dove c'è Schillinger. Robert Sippel, un prete molestatore, viene rilasciato dopo 10 anni, tra la rabbia degli altri detenuti. Adebisi viene respinto dalla Bellinger per il colore della pelle. Il nuovo capo dei siciliani, Antonio Nappa, decide di colpire Adebisi organizzando, tramite Burrano, un test antidroga a sorpresa che lo vede chiaramente positivo. Un altro detenuto di origine africana, Kipkeme Jara, ammonisce Adebisi dal comportamento dissennato che sta tenendo. Simon comincia a vederlo come un capo spirituale, avendo persino delle allucinazioni. Rebadow apprende che suo nipote ha la leucemia e il suo ultimo desiderio è quello di andare a Disney World, i detenuti organizzano una raccolta fondi arrivando alla somma necessaria. Hernandez da a Alvarez la possibilità di guadagnarsi la fiducia chiedendo al ragazzo di accecare una delle nuove guardie, Eugene Rivera, che una volta apparteneva a una gang rivale a quella di Hernandez. McManus decide di pulirsi la coscienza trasferendo Diane fuori da Em City. Poeta viene condannato nuovamente per omicidio e fa il suo ritorno a Oz.

## Fuga da Oz
- Titolo originale: Escape From Oz
- Diretto da: Jean De Segonzac
- Scritto da: Tom Fontana

### Trama
Mark Mack, uno degli ariani, scopre il tunnel scavato da Busmalis e Rebadow e convince il nuovo capo l'A.C. Karl Metzger, segretamente in combutta con gli ariani, a farsi trasferire insieme a un compagno, proprio nella cella dei due anziani. Di notte i due tentano la fuga ma il tunnel collassa sopra di loro, uccidendoli. Hill tenta di escogitare un bizzarro piano di fuga: lavorando nell'obitorio, vorrebbe sbarazzarsi di uno dei cadaveri e prendere il posto nella cassa mortuaria. Sippel, schedato come molestatore, vive una dura realtà fuori di prigione, e chiede a Padre Ray Mukada di poter tornare in prigione momentaneamente in attesa di trovare sistemazione. L'uomo, dopo aver visto il bambino che 10 anni prima aveva molestato, viene trasferito tra i normali, dove la ferocia di Schillinger non tarda a farsi sentire: in un'imboscata in palestra l'uomo viene letteralmente crocifisso, sotto gli occhi compiaciuti di Metzger. Alvarez acceca Rivera e viene spedito in isolamento a tempo indeterminato. O'Reily, l'unico ad avere lo stesso tipo di sangue di Rivera, che necessita disperatamente di una trasfusione, accetta a condizione che il fratello Cyril venga trasferito a Em City, confessando anche di essere il mandante dell'omicidio del marito della Nathan. Keller, rilasciato dalla buca, decide che è il momento di agire: insieme a Schillinger e Metzger attirano Beecher in palestra; i tre rompono gambe e braccia del pover'uomo. Wangler, su ordine di Nappa, uccide Jara, facendo sembrare Adebisi responsabile. Come conseguenza, Adebisi viene spedito nel reparto psichiatrico, nella cella vicino quella di Schibetta. Devlin concede la grazia a Said, scatenando la gelosia dei suoi seguaci. In un atto di orgoglio senza precedenti, il musulmano rifiuta la grazia, umiliando il governatore in diretta tv, e tornando in prigione da eroe. Intanto Hill mette in atto il suo piano.